# Kebokura
Kebokura is een bestuurslaag in het regentschap Banyumas van de provincie Midden-Java, Indonesië. Kebokura telt 3872 inwoners (volkstelling 2010).